# ترپ
ترپ (روستا) یا تیرب یکی از استان آذربایجان شرقی است که در دهستان رودقات بخش صوفیان شهرستان شبستر واقع شده‌است.
محل سکونت اهالی این روستا در کوهپایه بوده و توسعهٔ خانه‌های روستا بیشتر به سمت شرقی روستا متمایل است.
این روستای سرسبز دارای پتانسیل‌های گردشگری از جمله گورستان تاریخی، امامزاده و طبیعت غنی بوده و انواع میوه‌های منطقه کوهستانی و سرد سیری و دیمی در آن کشت می‌شود؛ و وسعت کشت بادام دیمی دیرگل ان قابل توجه است.
شغل اغلب افراد روستا کشاورزی و باغداری و دامداری می‌باشد.
محصول اصلی این روستا سیب، گردو و زرد آلو می‌باشد.
مدرسهٔ ابتدایی ۶ کلاسه، پست بانک و مرکز مخابرات، خانه سلامت، مسجد جامع، حسینیه، و فروشگاه‌ها از جمله اماکن رسمی و مهم این روستا می‌باشند.
بر اساس یافته‌های باستانشناسی، قدمت این روستا به ۲ الی ۳ هزار سال پیش برمی گردد. سفالینه‌ها و کتیبه‌های بسیاری از دوره ایلخانی از این روستا به دست آمده که نشانگر شکوه این روستا در آن دوره است. به گفته اهالی، در کنار روستای ترپ یا تیرپ، روستایی با نام تاپ قرار داشت که امروزه از بین رفته‌است. از سنگ قبرهای این روستا می‌شود فهمید که زمانی جزو مراکز مهم بوده چراکه این نوع سنگ قبرها در یک روستای معمولی یافت.
این روستا دارای جاذبه‌های تاریخی و طبیعی بسیاری می‌باشد که می‌توان به موارد زیر اشاره نمود:
1. قیز قلعه
2. حمام تاریخی
3. گورستان باستانی
4. قوچ‌های سنگی
5. بقایای برج مقبره
6. صخره‌های قیه
7. بقعه پیر
8. چشمه پیر بابا
9. بافت پلکانی روستا
10. منطقه سرسبز لتوار